# Francisco Fadrique Castromonte
Francisco Fadrique Castromonte fue un militar español, brigada de la Legión Española. Por su comportamiento en combate durante la batalla de Edchera de la Guerra de Ifni se le concedió la Gran Cruz Laureada de San Fernando.
Laureada de San Fernando: al mando de la 3.ª Sección de la 1.ª Compañía de la 13.ª Bandera Independiente de la Legión, se presentó voluntario para intervenir con su Unidad en la acción que llevaba a cabo la 2.ª Compañía de su Bandera, correspondiéndole avanzar por el lecho seco de la Saguía el Hamra al mando de 31 hombres, incluidos los mandos de pelotón, siendo atacado por el enemigo desde diversos puntos durante la marcha, con fuegos cruzados que provocaron bajas, no obstante las cuales prosiguió avanzando la pequeña tropa.
El enemigo además de mantener el certero fuego recibió refuerzos, contando con efectivos dobles y hasta triples, transcurrido el tiempo, a los de la Sección. Entonces atacó a los legionarios por el frente y los flancos, llegando el combate al cuerpo a cuerpo.
El brigada Fadrique Castromonte intentó enlazar con su capitán para recibir instrucciones, asunto imposible de completar, decidiendo pasar a la defensiva para, con el fuego propio, dificultar y detener la expansión enemiga en la zona y territorio adyacente, rechazando los constantes ataques a pesar de ser herido por dos veces en el hombro y en el oído izquierdo. Aguantaron los legionarios hasta que el número de bajas, que suponían más de la mitad de los efectivos combatiendo, aconsejó cambiar la estrategia.
Dando elevadas muestras de desinterés por su vida y gran amor a sus subordinados, ordenó a los supervivientes que se replegaran, cuidando de que fuesen retiradas las bajas, quedando sólo con los dos cabos y el legionario proveedor del fusil ametrallador protegiendo el repliegue. En todo momento dio ejemplo de arrojo y valor, ordenando posteriormente la retirada a los dos cabos para mantenerse firme en su puesto de protección con el abnegado legionario Juan Maderal Oleaga. Una nueva herida se sumó a su cuerpo que no a su indómito espíritu, esta vez en la pierna, insuficiente para apartarlo de la desigual lucha; hasta que la muerte alcanzó a ambos. Una bala en el vientre y otra en la cabeza concluyeron la heroica resistencia del brigada, caído gloriosamente al grito de ¡Viva la Legión!
Se le concedió en 1960 la Cruz Laureada de San Fernando a título póstumo.